# Городское поселение город Грайворон
Городско́е поселе́ние «Го́род Гра́йворон» — упразднённое муниципальное образование в составе Грайворонского района Белгородской области Российской Федерации.
Административный центр — город Грайворон.
19 апреля 2018 года упразднено при преобразовании Грайворонского района в Грайворонский городской округ.

## История
Городское поселение «Город Грайворон» образовано 20 декабря 2004 года в соответствии с Законом Белгородской области № 159.

## Население
| 2010  | 2011  | 2012  | 2013  | 2014  | 2015  | 2016  |
| ----- | ----- | ----- | ----- | ----- | ----- | ----- |
| 6444  | ↗6452 | ↗6524 | ↗6564 | ↗6624 | ↗6691 | ↗6727 |
| 2017  | 2018  |       |       |       |       |       |
| ↘6628 | ↗6681 |       |       |       |       |       |

## Состав городского поселения
| № | Населённый пункт | Тип населённого пункта        | Население |
| - | ---------------- | ----------------------------- | --------- |
| 1 | Грайворон        | город, административный центр | ↘6179     |
| 2 | Луговка          | село                          | ↗221      |